# Endrick Medina
Endrick Medina Véliz es un político y abogado venezolano que se ha desempeñado como director de gobierno y secretario de organización de la alcaldía del municipio Torres, en el estado Lara. El 8 de agosto de 2024, días después de las elecciones presidenciales de Venezuela de 2024, fue detenido por funcionarios del Servicio Bolivariano de Inteligencia (SEBIN) en Carora y posteriormente imputado del delito de «terrorismo». La organización de derechos humanos PROVEA clasificó la detención como arbitraria.

## Detención
Al momento de su arresto, Medina era director de gobierno abierto del municipio Torres, en el estado Lara. Apoyó abiertamente la candidatura opositora de Edmundo González para elecciones presidenciales de Venezuela de 2024. En la tarde del 8 de agosto de 2024, días después de las elecciones, Endrick fue detenido por funcionarios del Servicio Bolivariano de Inteligencia (SEBIN) en la avenida Francisco de Miranda de Carora. Los efectivos solo informaron que el arresto era «una orden de Caracas» y fue recluido en la sede del SEBIN en Barquisimeto. El mismo día efectivos de seguridad allanaron la casa de su madre sin orden judicial u ofrecer explicaciones, al igual que la sede del periódico El Caroreño.
La organización de derechos humanos PROVEA denunció la detención y la clasificó como arbitraria. Para el momento del arresto, Nicolás Maduro había anunciado que más de 2 200 personas habían sido arrestadas en los días posteriores a los comicios. El alcalde opositor del municipio, Javier Oropeza, declaró que la detención de Medina tenía la intención de generar un vacío de poder en el ejecutivo para después poder asaltarlo.
En una rueda de prensa dos semanas después de la Plataforma Unitaria en el municipio Torres, la secretaria general de Acción Democrática en la entidad, Teolinda de Meléndez, informó que se le había imputado el cargo de "terrorismo" pero que desconocían los hechos por los que se le acusaba; también declaró que no se le había permitido designar una defensa privada y solamente se le permitió el derecho a defensor público, lo cual Medina rechazó y decidió representarse a sí mismo.
La detención de Medina fue citada en el informe anual 2024-2025 sobre crímenes de lesa humanidad del Instituto Casla como parta de un patrón de detención y hostigamiento a alcaldes, concejales, y trabajadores de alcaldías en funciones en el contexto post electoral. Para febrero de 2025, 42 de los miembros del equipo de trabajo del alcalde Javier Oropeza se encontraban exiliados en diferentes países; del equipo, Medina había sido el único que había sido arrestado y se mantenía detenido para entonces.